# Sachi Miyachi
Sachi Miyachi (Tokio, 1978) is een Japans installatiekunstenaar, performancekunstenaar en tekenaar.

## Opleiding en werk
Miyachi is een in Japan geboren en in Amsterdam gevestigde beeldend kunstenaar. In Tokio volgde zij van 1997 tot 2001 een kunstopleiding aan de Wako University. In Amsterdam studeerde ze aan de Gerrit Rietveld Academie richting audiovisueel (2004-2007) en aan het Sandberg Instituut (2007-2009).
De installaties en performances van Miyachi zijn vaak locatiegebonden. Haar lokale onderzoek resulteert in immense houten bouwwerken die de kunstenaar handmatig construeert. Elke installatie belichaamt haar visie op de sociale en architectonische omgeving. Miyach's werk was te zien bij ArtZuid 2019, het World Trade Center in Amsterdam en in de parkeergarage op de Amsterdamse Zuidas.
In 2014 won Miyachi met haar werk 'In The Fall - Transition into the better' de Theodora Niemeijer Prijs en exposeerde haar werk in het Van Abbemuseum.

## Prijzen
- 2014: Theodora Niemeijer Prijs.

## Werk in de publieke ruimte
- 2024-2026: Reed Bank Cycles[5], Almere

## Kunstenaarspublicaties
- Practising Structures: India, 2020 (N.K.G. Publications)[6]